# Roßtal
Roßtal è un comune-mercato di 9 963 abitanti, situato nel Land tedesco della Baviera.